# Distoleon cerdo
Distoleon cerdo är en insektsart som först beskrevs av Gerstaecker 1894.  Distoleon cerdo ingår i släktet Distoleon och familjen myrlejonsländor. Inga underarter finns listade i Catalogue of Life.